# Eurytoma obtusiventris
Eurytoma obtusiventris är en stekelart som beskrevs av Charles Joseph Gahan 1934. Eurytoma obtusiventris ingår i släktet Eurytoma och familjen kragglanssteklar. Inga underarter finns listade i Catalogue of Life.